# Entwicklung des Busverkehrs im Jülicher Land
Die Entwicklung des Busverkehrs im Jülicher Land hat im Verlauf des 20. Jahrhunderts mehrere voneinander unabhängige Teilnetze verschiedener Betreiber hervorgebracht, die durch die Bildung der Omnibusverkehrsgemeinschaft Bahn/Post 1971, den Beitritt des Kreises Düren zum Aachener Verkehrsverbund (AVV) 1979 und der Fusion von Post- und Bahnbusdiensten 1983 organisatorisch immer weiter zusammengewachsen sind. Seit der Übernahme der Bahnstrecke Jülich–Düren durch die Dürener Kreisbahn (DKB) im Jahr 1993 ist der Busverkehr weitgehend auf die Rurtalbahn als nord-südliches ÖPNV-Rückgrat im Kreis Düren ausgerichtet. Weitere Anpassungen gab es 2002 durch die Reaktivierung der Bahnstrecke Jülich – Linnich sowie in jüngerer Zeit durch Bestrebungen, die Anbindung des außerhalb der Stadt gelegenen Forschungszentrums Jülich sowie die innerstädtische Erschließung zu verbessern.

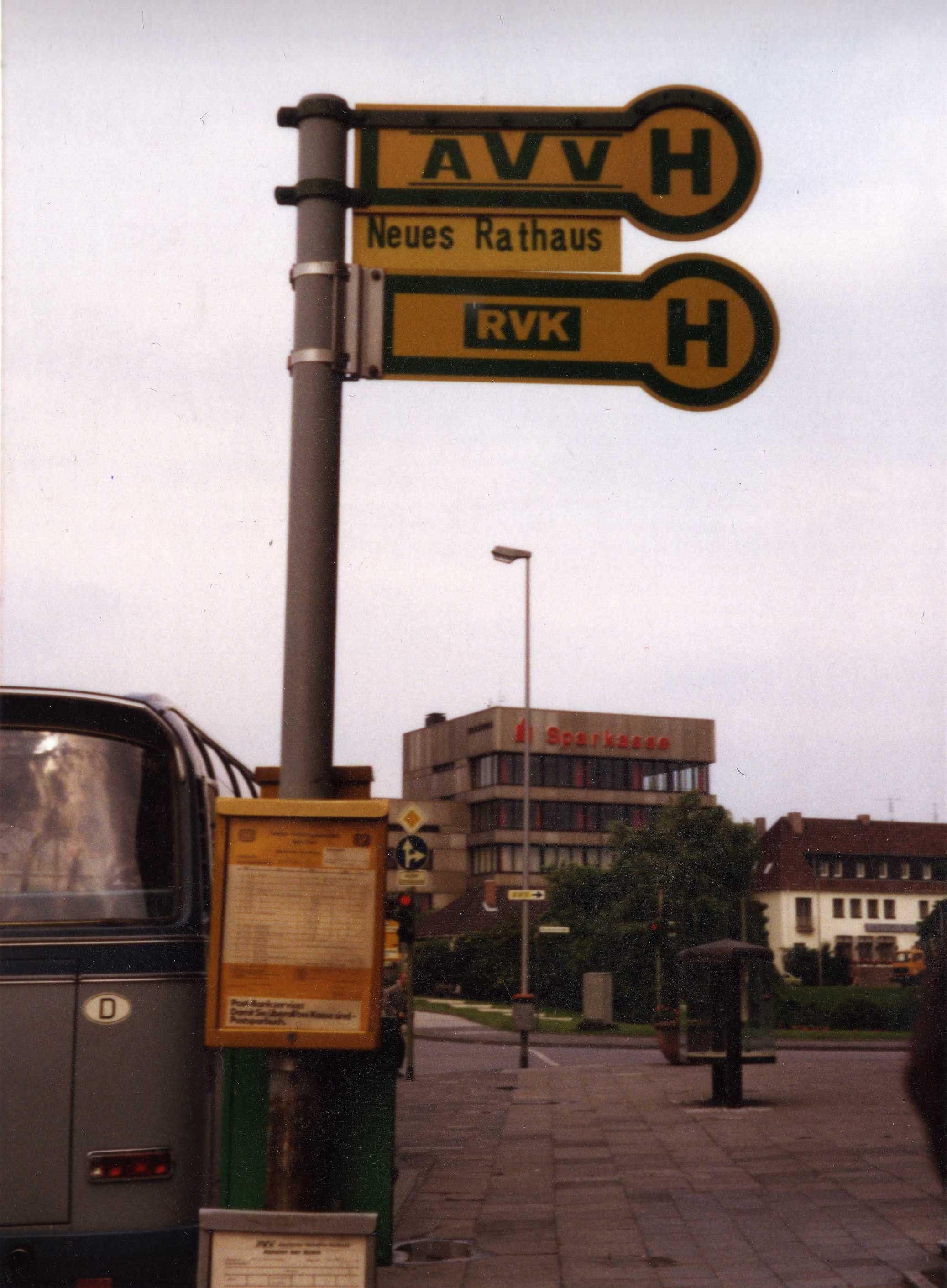
Die zentrale Jülicher Haltestelle Neues Rathaus bildete über Jahrzehnte den Schnittpunkt zwischen verschiedenen Betreibern und Netzen – links ein Bus der KFA im Werksverkehr Anfang der 1980er Jahre

## Heutiges Netz
Jülich ist mit seinem Umland durch eine ganze Reihe von Buslinien verbunden, die seit 1979 zum AVV gehören. Fast alle Linien beginnen oder enden in Jülich. Die Grundstruktur des Liniennetzes hat sich seit den 1950er Jahren nur wenig verändert. Insbesondere befahren seit 1964 nahezu sämtliche Linien innerhalb Jülichs einen Kernabschnitt, der sich als südliche Tangente zum Innenstadtbereich von der Haltestelle Walramplatz (ehem. Busbahnhof) am Hexenturm über die zentral gelegene Haltestelle Neues Rathaus bis zum Bahnhof erstreckt. Westlich beziehungsweise östlich dieses Kernabschnitts verzweigen sich die Linien dann zu ihren Zielen (Stand Jahresfahrplan 2020):
| Linie     | Richtung                        | über                                                 | Betreiber | Entstehung                                                           | Anmerkungen | Abfahrten ab Jülich | Abfahrten ab Jülich | Abfahrten ab Jülich |
| Linie     | Richtung                        | über                                                 | Betreiber | Entstehung                                                           | Anmerkungen | Mo–Fr 1)            | Sa                  | So                  |
| --------- | ------------------------------- | ---------------------------------------------------- | --------- | -------------------------------------------------------------------- | --- | ------------------- | ------------------- | ------------------- |
| Bürgerbus | Jülich                          | Stadtgebiet-Rundkurs                                 | Rurtalbus | eingeführt 2. November 2015                                          | Betrieb durch Bürgerbus-Verein mit Unterstützung der Rurtalbus | 6                   | 3/– 2)              | –                   |
| N 1       | (von Düren)                     | Linienweg nach Bedarf                                | Rurtalbus | Nachtbus (eingeführt 2001)                                           | nur in Wochenend-Nächten, fährt nur von Düren in Richtung Jülich und hält nur zum Aussteigen, in Düren Zuganschluss aus Köln | (Fr: 3× an)         | (3× an)             | –                   |
| SB 20     | Aachen                          | durchgehend Autobahn 44 3)                           | Rurtalbus | Schnellbus (eingeführt Ende 2014)                                    | nur im Berufsverkehr, fast alle Fahrten von/bis Forschungszentrum, in Jülich meist auch über FH, aber nur teilweise über Bahnhof | 5                   | –                   | –                   |
| SB 70     | Titz                            | Mersch                                               | Rurtalbus | Schnellbus (Eingeführt 2020)                                         | |                     | -                   | -                   |
| 6         | Eschweiler                      | Aldenhoven – Dürwiß                                  | ASEAG     |                                                                      | am Wochenende nur zwischen Aldenhoven und Eschweiler, über viele Jahre fuhren Auftragsbusse der Fa. Taeter (Aachen) | 11 4)               | –                   | –                   |
| 216       | Düren                           | Kirchberg – Schophoven – Merken – Hoven – Birkesdorf | Rurtalbus |                                                                      | am Wochenende nur zwischen Schophoven und Düren |                     | -                   | -                   |
| 219       | Forschungszentrum               | nicht über Jülich                                    | Rurtalbus | Shuttlebus (eingeführt Ende 2014)                                    | pendelt zwischen Rurtalbahn-Haltepunkt Forschungszentrum und eigentlichem Werksgelände | 44                  | –                   | –                   |
| 220       | Aachen                          | Aldenhoven – Hoengen – Mariadorf – A 44 5            | Rurtalbus | Vorkriegs-Postbuslinie, später Ersatz für Bahnlinie nach Aachen-Nord | 1975–1991 ASEAG-Linie 11, dann BVR-Linie 111, SB11. inzwischen an Werktagen viele Fahrten von/bis Forschungszentrum verlängert. | 28 6)               | 14 6)               | 7 6)                |
| 223       | Daubenrath (Huchem-Stammeln) 7) |                                                      | Rurtalbus | Als Ersatz für Bahnlinie nach Düren vorgesehen                       | seit 1993 nur noch wenige Fahrten, aus der zur Bahnstrecke parallelen Bahnbuslinie Jülich – Düren entstanden | 1 8)                | –                   | –                   |
| 238       | Düren                           | Niederzier                                           | Rurtalbus | Vorkriegs-Postbuslinie                                               | Mo–Fr einige Fahrten nicht über Jülich Bahnhof | 19                  | 12                  | 4                   |
| 270       | Titz                            | Fachhochschule – Mersch                              | Rurtalbus | (Vorkriegs-Postbuslinie nach Erkelenz)                               | bis 1978 nach Düsseldorf, bis 1989 nach Grevenbroich, dann tagebaubedingt bis 1994 nach Hochneukirch Bhf., bis Ende 2002 nach Hottorf, Mo–Fr drei Fahrten erst ab Jülich Bahnhof statt Walramplatz                                      | 14                  | 3                   | –                   |
| 279       | Linnich                         | Koslar – Merzenhausen – Rurdorf                      | Rurtalbus | Vorkriegs-Postbuslinie                                               | bis 1984 nach Aachen, bis 1994 nach Würselen-Bardenberg, bis Ende 2002 nach Baesweiler | 18                  | 4                   | –                   |
| 281       | Aldenhoven                      | Koslar – Merzenhausen – Ederen – Freialdenhoven      | Rurtalbus | Ersatz für Jülicher Kreisbahn                                        | bis 2002 einzelne Fahrten über Puffendorf. Ab 2020 von Freialdenhoven nach Aldenhoven | 3                   | 2                   | –                   |
| 284       | Jackerath                       | Welldorf – Rödingen – Ameln – Titz                   | Rurtalbus | Ersatz für Bahnlinie nach Mönchengladbach                            | bis 1994 nach Hochneukirch Bhf., Jülich Walramplatz wird inzwischen nur noch im Schülerverkehr angefahren, in Rödingen Anschluss an RVK-Linie 963 nach Köln-Weiden                                                                      | 16                  | 3                   | –                   |
| 294       | Weisweiler                      | Kirchberg – Schophoven – Merken – Lamersdorf – Frenz | Rurtalbus | Ersatz für Bahnlinie nach Stolberg                                   | bis 2002 über Inden, tagebaubedingt ab Ende 2003 über Pier – Lucherberg, ab Ende 2013 über Schophoven – Merken, etwa die Hälfte aller Fahrten (samstags: alle) enden in Schophoven, dort Anschluss an DKB-Linie 216 nach Merken – Düren | 11                  | 9)                  | –                   |

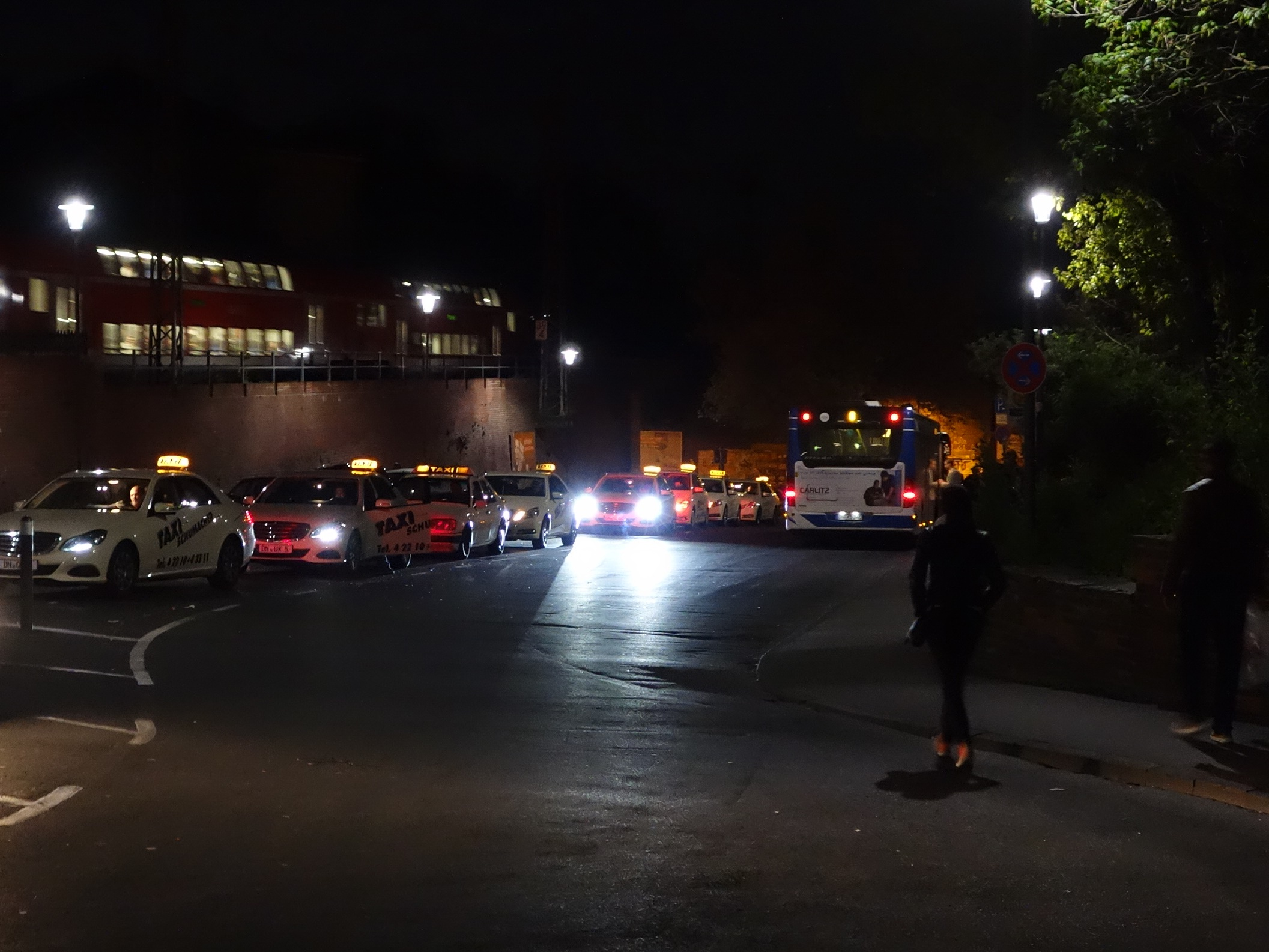
Kurz vor Mitternacht wartet in Düren der DKB-Nachtbus auf Fahrgäste aus dem Zug aus Köln, 2015

Betreiber der Jülicher Buslinien sind heute
- die Rurtalbus,
- die Aachener Straßenbahn und Energieversorgungs-AG (ASEAG) und
- der Verein Bürgerbus Jülich e. V.

Die früheren Postbuslinien der Kraftpost wurden im AVV-Gebiet zum 1. August 1983 in das Bahnbus-Liniennetz integriert. BVR Busverkehr Rheinland ist ein regionaler Nachfolgebetrieb des Geschäftsbereichs Bahnbus der Deutschen Bundesbahn und gehört zu DB Regio. Während des Bestehens der RVE Regionalverkehr Euregio Maas-Rhein GmbH, also von Anfang 2002 bis August 2017, wurden die Jülicher BVR-Linien vom RVE betrieben, einer lokalen 100%igen Tochter des BVR mit Sitz in Aachen.
Eine Besonderheit des Liniennetzes im Kreis Düren sind seit 2001 die anfangs vier, inzwischen fünf Nachtbuslinien der DKB: Diese haben keinen festen Linienweg, sondern fahren je nach aktuellem Bedarf spätabends von Düren aus in zahlreiche Orte im Kreisgebiet. Hierbei bedient die Linie N 1 im Wesentlichen die Ortschaften entlang der Rurtalbahn-Strecke bis Jülich sowie die Orte entlang der Buslinie 238 Düren – Niederzier – Jülich. Die anderen Nachtlinien bedienen andere Himmelsrichtungen; Orte nördlich von Jülich werden nicht angefahren. Die Nachtbusse kosten unabhängig vom benutzten Fahrschein einen Zuschlag von 1,50 Euro pro Person. Sie sind fahrplanmäßig abgestimmt auf die Züge aus Richtung Köln und starten am Bahnhof Düren in den Nächten von Freitag auf Samstag und von Samstag auf Sonntag um 23.50 Uhr, 0.50 Uhr und 2.00 Uhr. Jeweils drei Minuten später fahren die Nachtbusse vom zentralen Dürener Kaiserplatz ab; über den weiteren Verlauf der Fahrt entscheidet der Fahrer, daher hält der Nachtbus danach nur noch zum Aussteigen.

## Historische Entwicklung

### Vorherrschen des Postbusses bis zum Zweiten Weltkrieg

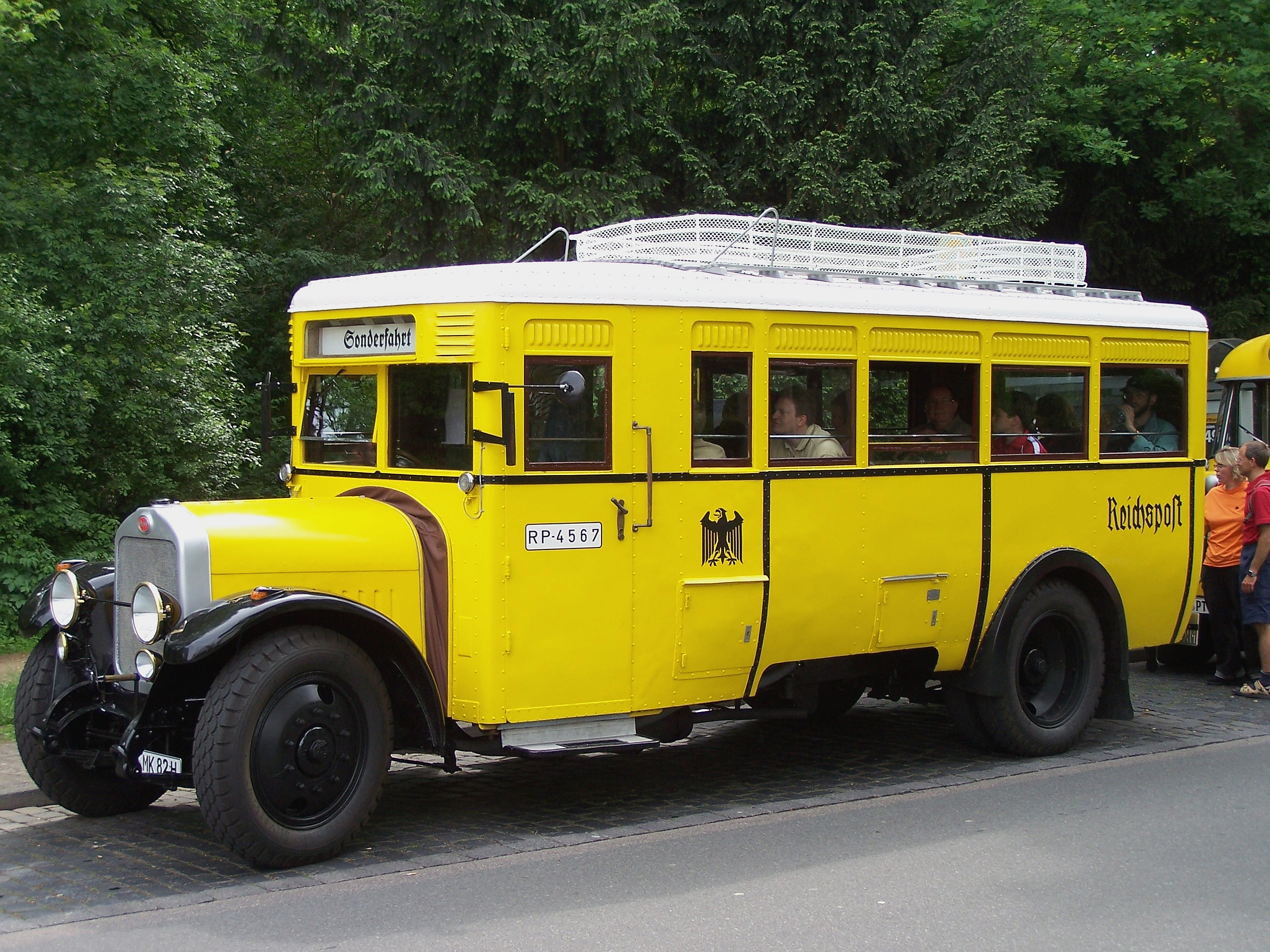
Bis in die 1980er Jahre spielten Postbusse eine wesentliche Rolle im Busverkehr des Jülicher Landes – hier ein Museums-Postbus von 1925

Am 14. Dezember 1911 wurde mit der Bahnstrecke Jülich – Linnich – Baal die fünfte von Jülich ausgehende Bahnlinie eröffnet. Am selben Tag stand, wie 50 Jahre später ein Chronist berichtet, „der letzte Linnicher Omnibus vor dem Bahnhof, bekränzt und mit einem Schild behangen: ‚Lebt wohl, ich fahr’ nicht mehr!‘ – Damit fiel der letzte Jülicher Postwagen dem neuen Reiseverkehr zum Opfer; auch im Kreise Erkelenz wurden diese Postlinien eingestellt.“ Doch nach dem Ersten Weltkrieg wurde das im Raum Jülich zwischenzeitlich nur aus einem vergleichsweise dichten Eisenbahnnetz bestehende öffentliche Nahverkehrsangebot mit neuen Postbuslinien weiter verdichtet. So verkehrten beispielsweise 1927 pro Tag drei Postbus-Paare zwischen Jülich und Köln.
Schon in den 1930er Jahren hatte die Reichspost zur Ergänzung des Eisenbahnnetzes mehrere Linien eingerichtet, die vor allem den Orten ohne Bahnstation einen öffentlichen Nahverkehrsanschluss bieten sollte. So verkehrten im Sommerfahrplan 1939 von Jülich aus Postbusse nach Erkelenz, nach Köln (über Elsdorf), nach Rödingen (über Steinstraß), nach Düren (über Niederzier), nach Aachen (über Aldenhoven – Hoengen) und nach Aachen (über Koslar – Linnich – Alsdorf). Am stärksten befahren war die Linie nach Köln mit immerhin fünf täglichen Fahrtenpaaren zuzüglich zwei Fahrtenpaaren Elsdorf – Köln. Auch nach Erkelenz verkehrten werktags fünf Fahrtenpaare, sonntags allerdings nur drei. Alle anderen Linien wurden von Jülich aus mit maximal drei Fahrtenpaaren pro Werktag bedient. Endpunkt in Jülich war überwiegend der Bahnhof, lediglich die beiden Aachener Linien endeten an der Post.

### Parallele Entwicklung mehrerer Netze in der Nachkriegszeit

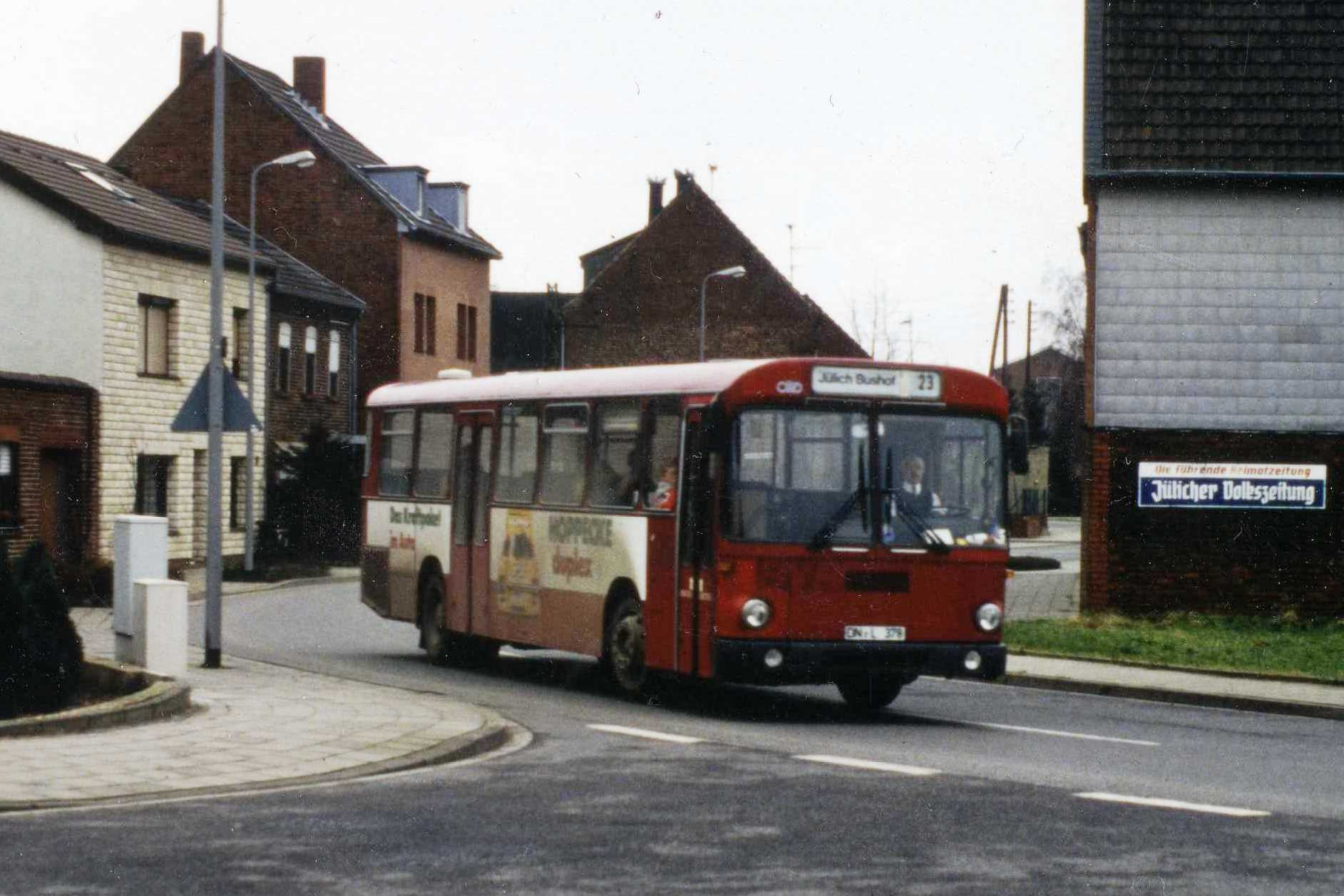
Ein Bahnbus der Linie D 23 Düren – Jülich im jahrzehntelang gültigen weinroten Farbschema durchfährt eines der kurvenreichen rheinischen Dörfer, 1991. Die Busfahrt dauerte von Bahnhof zu Bahnhof mehr als doppelt so lang wie eine Fahrt mit dem Zug.

In der unmittelbaren Nachkriegszeit beantragte die Reichsbahndirektion Köln am 8. September 1948 eine Konzession für eine „Kom=Linie“ (Kraftomnibus-Linie) Aachen – Jülich – Köln, über die aber lange Zeit nicht entschieden wurde. Währenddessen stellte die Firma Taeter & Ziemons aus Aachen-Brand am 20. November 1948 den Antrag, einen durchgehenden „Kom-Linienverkehr“ Aachen – Jülich – Köln – Bonn aufzubauen. Die Fa. Taeter sah hierzu drei Fahrtenpaare pro Tag mit Opel-Blitz-Omnibussen oder Büssing-Trambussen vor sowie eine spätere Verlängerung von/nach „Bildchen (belgischer Grenzübergang) / Vaals (holländischer Grenzübergang)“. Sie gab an, diesen Antrag bereits Anfang 1947 gestellt, damals aber kurzfristig zurückgezogen zu haben. Nach Einholen zahlreicher Stellungnahmen hat das Verkehrsministerium NRW diesen Antrag am 28. Februar 1950 abgelehnt; hierbei hat es mitgeteilt, dass auf dieser Relation bereits diverse Angebote bestehen, unter anderem auch eine Buslinie Aachen – Jülich – Düsseldorf, die gemeinsam von der Eisenbahndirektion Köln, der Rheinischen Bahngesellschaft AG aus Düsseldorf und der Aachener Straßenbahn betrieben wird und insgesamt 6 Fahrtenpaare aufweist (2 von jedem der Unternehmen). Diese wurde allerdings spätestens Ende der 1950er-Jahre in Jülich geteilt und an die Bundespost als Betreiber übergeben.
Immerhin zwei Jahrzehnte lang hielt jeden Sommer mehr oder weniger täglich eine internationale Fernbuslinie der als DB-Tochter gegründeten Deutschen Touring in Jülich. Die Linie wurde zwischen 1951 und 1953 eingerichtet und verkehrte von Frankfurt über Wiesbaden, Rüdesheim, Koblenz, Bonn, Köln, Düsseldorf, Jülich, Aachen, Brüssel bis nach Oostende (589 km), wo Anschluss an die Nachtfähre nach Dover und somit auch nach London bestand. 1971/72 verschwand der Halt Jülich aus dem Fahrplan, obwohl der Umweg über Düsseldorf zunächst beibehalten wurde; später wurde sie von Köln ganz ohne Halt bis Brüssel geführt.
In den Jahren nach dem Zweiten Weltkrieg machte sich schon bald die Konkurrenz des aufkommenden Pkws bemerkbar, so dass die Bundesbahn begann, schwach ausgelastete Züge, insbesondere am Wochenende, durch Bahnbusse zu ersetzen sowie ihre Schienenstrecken durch mehr oder weniger parallel verlaufende Buslinien zu ergänzen. Hierdurch entstand eine separate Gruppe von Linien, die in Jülich zunächst auch nicht an der Post, sondern am Markt oder am Bahnhof endeten, während die Postbuslinien seit dem Krieg überwiegend die Post als Fahrtziel hatten. So enthält beispielsweise das Amtliche Bahnbus-Kursbuch vom Sommer 1954 neben der erwähnten Gemeinschaftslinie 1245 (Aachen – Düsseldorf) folgende Jülich berührende Bahnbuslinien:
- 1245 a: Düren – Jülich – Linnich – Lindern – Heinsberg (circa 5 Buspaare)
- 1245 d: (Jülich –) Linnich – Baal – Ratheim (nur ein Buspaar durchgehend bis/ab Jülich)
- 1245 e: Aachen – Höngen Dreieck – Aldenhoven – Jülich (12 Buspaare sowie 3 von/nach Alsdorf-Wilhelmsschacht)
- 1245 f: Jülich – Ameln – Bedburg (5 Buspaare bis/ab Jülich)
- 1245 g: Jülich – Inden – Eschweiler (4 Buspaare bis/ab Jülich)

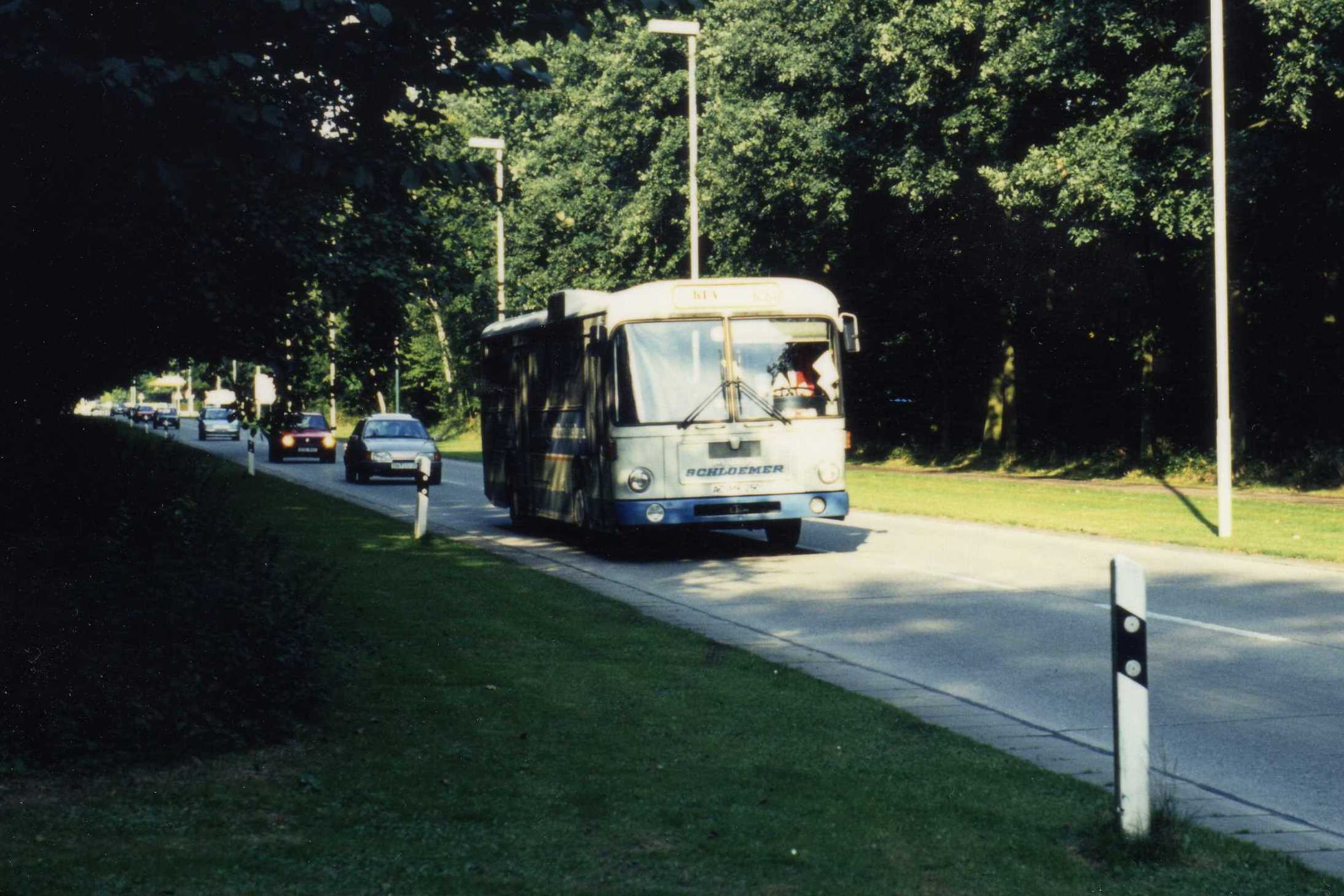
Auftragsbus der Fa. Schloemer im Werksverkehr auf der Beton-Zufahrtsstraße zur KFA, 1992

Außerdem entstand ab Ende der 1950er Jahre parallel zum Aufbau der Kernforschungsanlage Jülich (KFA, heutiges Forschungszentrum FZJ) ein ausgedehntes Werkverkehrs-Netz, das zeitweise mit über einem Dutzend Linien die Angestellten der KFA von ihren Wohnorten aus einem Radius von 15 bis 50 km rund um Jülich (hauptsächlich aus Westen und Norden) auf direktem Wege in die KFA brachte. Die meisten Linien wurden nur morgens und abends je einmal befahren (selten auch je zweimal), einige wenige jedoch auch zu anderen Tageszeiten. Ins Stadtgebiet Jülich führten zeitweise mehrere Linien. Zugänglich war dieser Werksverkehr ausschließlich für Angehörige der KFA; bei der Einfahrt ins Werksgelände erfolgte eine Kontrolle. Als Betreiber hatte die KFA die Bundesbahn ausgewählt, welche wiederum zumeist Busse verschiedenster in der Region ansässiger Unterauftragnehmer einsetzte. Das Werksnetz umfasste z. B. 1975 und 1992 etwa 20 Linien, die teilweise nach einer „Sammel-Phase“ in ihrer Start-Region längere Strecken ohne Halt bis zur KFA zurücklegten. Insbesondere aus dem Bereich Aachen gab es mehrere Linien, die nach dem Sammeln über 30 km lang keine einzige Haltestelle anfuhren. Das Werksnetz existierte mit wieder abnehmender Tendenz noch etliche Jahre weiter und findet heute seine Fortführung mit den Linien 220 und SB 20 von Aachen über Jülich bis ins Forschungszentrum sowie dem neuen Shuttlebus 219 zwischen Forschungszentrum und dem gleichnamigen Haltepunkt der Rurtalbahn.

### Umstrukturierungen der Langläufer-Linien in den 1970er bis 1990er Jahren

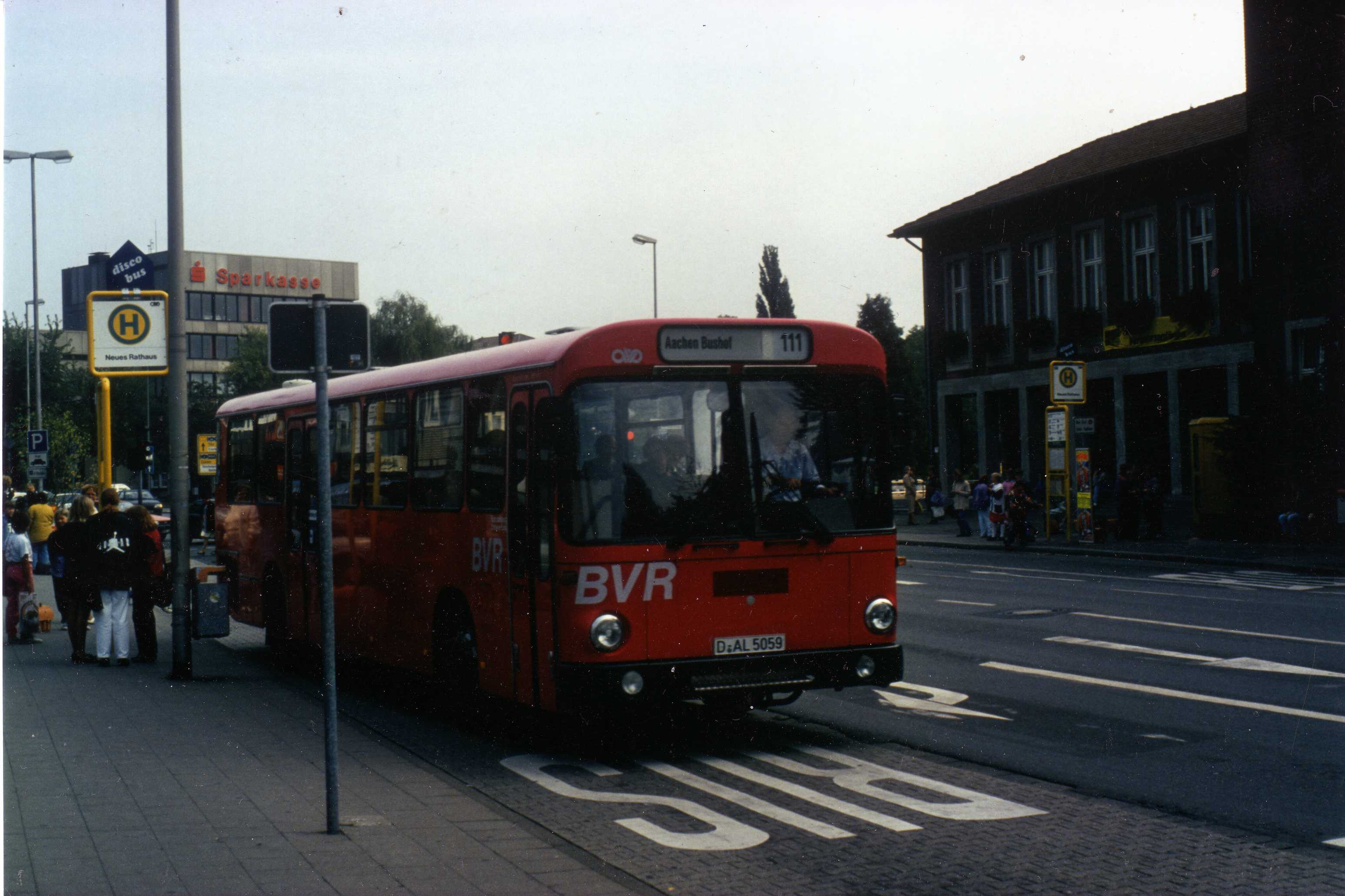
BVR-Bahnbus in neuer himbeerroter Farbgebung als Linie 111 nach Aachen am Neuen Rathaus in Jülich, 1992

In den 1960er bis 1980er Jahren, als die Buslinien von Jülich in die benachbarten Großstädte Düsseldorf, Köln und Aachen trotz ihrer langen Fahrzeiten von jeweils über einer Stunde zu den nachfragestärksten des Kreises Jülich bzw. des Nordkreises Düren gehörten, wechselte speziell die Linie über Hoengen nach Aachen mehrmals ihren Betreiber. Ursprünglich eine Postbuslinie, wurde sie Mitte der 1960er Jahre durch die Bundesbahn übernommen, weil diese immer mehr Zugleistungen ihrer weitgehend parallel verlaufenden Strecke Jülich – Aachen Nord auf die Straße verlagerte. So ruhte bereits ab 1961 an Sonntagen der Zugverkehr zwischen Jülich und Mariagrube, ab 1962 auf der Gesamtstrecke.
Als die DB ab 1975 auch samstags keine Züge mehr auf dieser Strecke fahren ließ, verlängerte die ASEAG an Samstagen und Sonntagen ihre Linie 11 (Aachen – Hoengen) in Kooperation mit der DB bis nach Jülich. Hierdurch gelangte die Stadt erstmals in ihrer Geschichte in den Genuss eines Nahverkehrsangebots im Stundentakt, was zu dieser Zeit nur im Nahbereich größerer Städte üblich war. Mit der kompletten Stilllegung der Bahnstrecke Aachen Nord–Jülich 1980 dehnte die ASEAG ihren Stundentakt auch auf die restlichen Tage der Woche aus, nunmehr als alleiniger Betreiber. 1991 allerdings gab die ASEAG ihre Konzession wieder an die DB (BVR) ab, welche die Linie nun als 111 von Jülich bis zum Verknüpfungspunkt Mariadorf-Dreieck führte und montags bis freitags von dort weiter bis nach Aachen, wobei sie zwischen Alsdorf-Begau und Aachen Liebigstraße die Autobahn nutzte (in der Gegenrichtung erst ab Würselen Kaninsberg). Später wurde diese Linie als Schnellbus SB 11 bezeichnet.

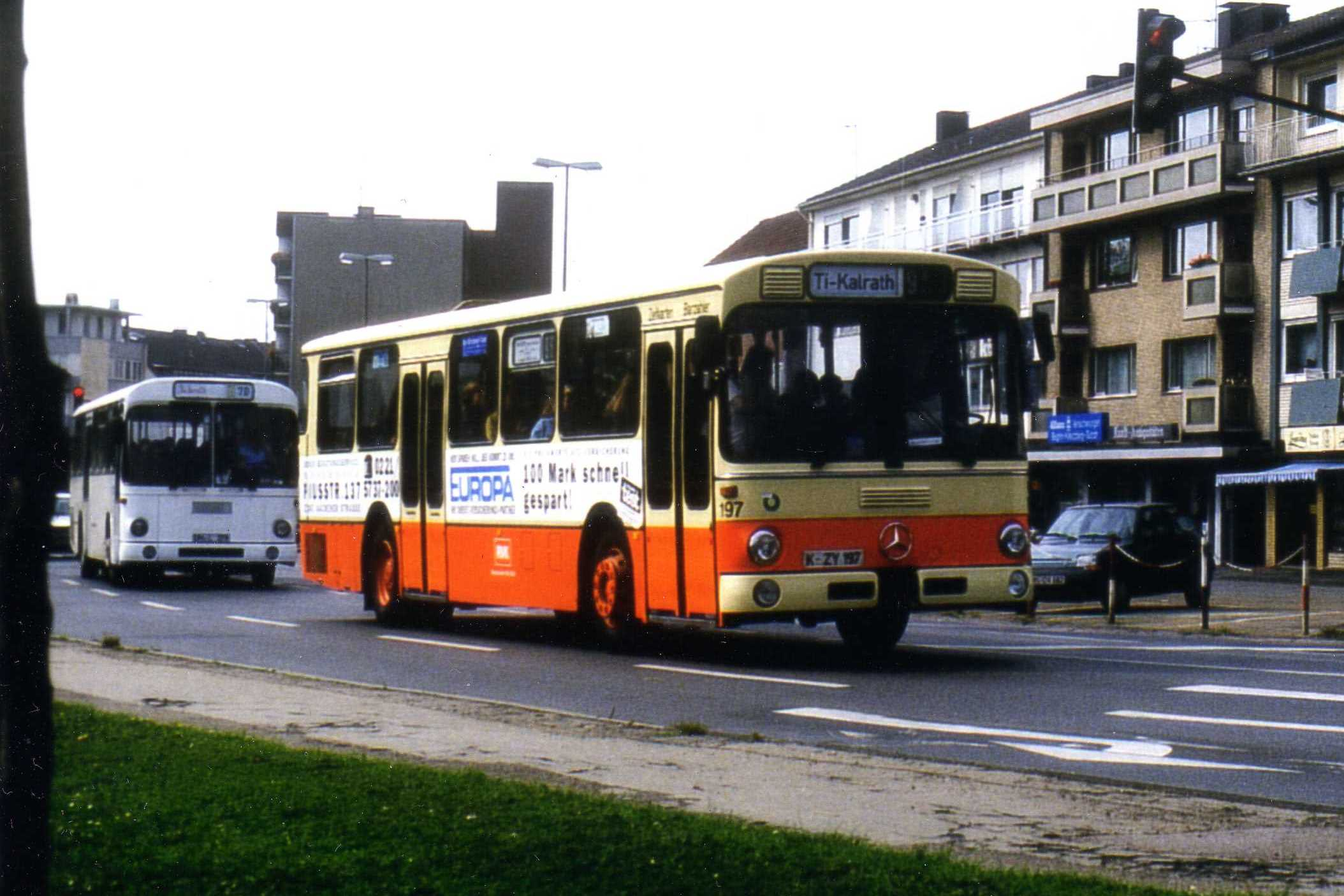
RVK-Bus der Kölner Linie 963 in der typischen Lackierung der frühen 1980er Jahre im Schülerverkehr von Jülich nach Titz-Kalrath, 1992

Ebenfalls außergewöhnlich war die Buslinie Köln – Jülich, welche kurz nach dem Krieg bis Geilenkirchen verlängert und teilweise als Eil-Linie betrieben wurde. Die Gesamtfahrzeit für die 72 Kilometer betrug je nach Tageszeit rund zwei Stunden; dies wurde erreicht durch das Auslassen zahlreicher Halte. So gab es Jahre, in denen die Eilbusse beispielsweise auf den 18 Kilometern zwischen Köln-Lindenthal (Melatengürtel) und Quadrath ohne planmäßigen Halt verkehrten. Während zwischen Köln und Jülich nur einige Fahrten als Eilbus durchgeführt und im Fahrplan mit „E“ gekennzeichnet wurden, wies der 27 Kilometer lange Abschnitt Jülich Omnibusbahnhof – Geilenkirchen für sämtliche Fahrten lediglich acht bis zehn Zwischenhalte auf – also durchschnittlich nur alle drei Kilometer einen Halt. Auf diesem Abschnitt waren alle Fahrten als Eilbus ausgewiesen.
Die letzten Eilfahrten zwischen Köln und Jülich verkehrten 1978, die letzten Durchläufe Köln – Jülich – Geilenkirchen gab es 1985, also zwei Jahre nach der Vereinigung von Post- und Bahnbus. Die Linie wurde sodann in zwei Linien aufgeteilt; der Geilenkirchener Ast erhielt insgesamt 19 Zwischenhalte und verlor die „E“-Kennzeichen, der Kölner Ast ging als Linie 963 an die 1976 gegründete Regionalverkehr Köln (RVK) über, welche die Fusion von Post- und Bahnbus auf regionaler Ebene vorwegnahm und dementsprechend 1985 eine DB-Tochter war. Mit Fortschreiten des Tagesbaus Hambach konnte diese Linie von Jülich aus nicht mehr den direkten Weg entlang der alten Römerstraße (B 55) über das in den 1980ern abgerissene Steinstraß in Richtung Köln nehmen, sondern wurde über Welldorf und Rödingen um die neu entstehende Sophienhöhe herumgeführt. In den 1990ern wurde der Laufweg auf den Abschnitt Jülich – Köln-Junkersdorf beschränkt, wo Anschluss an die Kölner Ost-West-Stadtbahnlinie 1 bestand. Im Juni 2001 wurde der westliche Endpunkt von Jülich nach Rödingen verlegt, wo die AVV-Linie 284 den Anschluss aus Jülich herstellte – allerdings nur werktags. Ende 2002 wurde das östliche Linienende auf Köln-Weiden Zentrum eingekürzt, wo wiederum Anschluss an die Linie 1 besteht.
Auch die erst nach dem Krieg entstandene Postbuslinie Jülich – Düsseldorf wurde im Laufe ihres Bestehens immer weiter verkürzt. Zunächst wurde sie 1978 im Bahnknoten Grevenbroich, wo sie wenige Hundert Meter entfernt vom Bahnhof hielt, in zwei verschiedene Linien aufgespalten, die meist Anschluss aneinander hatten. 1989 musste wegen des Tagebaus Garzweiler der Endpunkt vom Rathaus Grevenbroich zum Bahnhof Hochneukirch verlegt werden, wo immerhin noch Anschluss an die Bahnstrecke Köln – Mönchengladbach bestand. Doch auch dieser wurde 1994 aufgegeben und die Linie bis Hottorf verkürzt. Seit Ende 2002 endet sie bereits in Titz.

### Liniennetz 1982/83 als Beispiel für die Anfangsjahre des AVV
Nachdem der Kreis Düren 1979 dem Aachener Verkehrsverbund beigetreten war, ging die Vielfalt der Anbieter und Konzepte des Busverkehrs im Jülicher Land langsam zurück. Ein Bild des damaligen Liniennetzes vermittelt folgende Tabelle mit Stand Winterfahrplan 1982/83, dem letzten Fahrplan vor der Integration der Postbuslinien in den Bahnbus. Um das Bild zu vervollständigen, enthält diese Tabelle auch einige Linien, die Jülich nicht berühren.
Die Jülich berührenden Linien verkehrten alle über den Kernabschnitt Jülich Busbahnhof – Jülich Neues Rathaus – Jülich Bahnhof, sofern nichts Anderes angegeben ist. Fast alle Linien wurden damals noch an allen Tagen der Woche bedient. Historisch gewachsen hatten in den ersten Jahren des AVV dessen drei Regionen Aachen, Düren und Heinsberg teilweise gleiche Liniennummern. Dem wurde anfangs durch ein Voranstellen des Regionsbuchstabens A, D oder H abgeholfen; ab 2000/01 wurden stattdessen die Dürener Liniennummern um 200 erhöht und die Heinsberger um 400.
| Linie                  | Kursbuch-Nummer | Linienweg                                                        | Betreiber               | Anmerkungen |
| ---------------------- | --------------- | ---------------------------------------------------------------- | ----------------------- | --- |
| A 6 (AVV)              | –               | Jülich – Bourheim – Lohn – Dürwiß – Eschweiler                   | ASEAG                   | Bedienung durch Auftragsbusse der Fa. Taeter, Aachen                                                             |
| H 6 (AVV)              | –               | Linnich – Lindern – Erkelenz                                     | KWH                     | – |
| A 11 (AVV)             | 4501            | Jülich – Aldenhoven – Mariadorf/Alsdorf – Aachen                 | ASEAG                   | Taktfahrplan |
| D 16 (AVV)             | –               | Inden – Pier – Düren                                             | DKB                     | Taktfahrplan, darüber hinaus einzelne Fahrten über Schophoven, Ersatz für die 1963 stillgelegte DEAG-Straßenbahn |
| D 38 (AVV)             | 4438            | Jülich – Niederzier – Düren                                      | Kraftpost               | nicht über Jülich Bahnhof                                                                                        |
| D 23 (AVV)             | 4444            | Jülich – Huchem-Stammeln – Düren                                 | Bahnbus                 | – |
| 70 (AVV)               | 4570            | Jülich – FH – Mersch – Titz – Grevenbroich                       | Kraftpost               | nicht über Jülich Bahnhof, in Grevenbroich Rathaus teilweise Anschluss von/nach Düsseldorf Hbf                   |
| 71 (AVV) und 963 (RVK) | 4571            | Geilenkirchen – Aldenhoven – Jülich – Bergheim – Köln            | Kraftpost               | Eilbuslinie, nicht über Jülich Bahnhof, Fahrten zwischen Jülich und Köln gelten als Linie 4863                   |
| 78 (AVV)               | 4578            | Linnich – Ederen/Gereonsweiler – Siersdorf – Aldenhoven          | Kreis Düren / Kraftpost | Ersatz für Jülicher Kreisbahn, Betrieb durch Kraftpost im Auftrag des Kreises Düren                              |
| 79 (AVV)               | 4579            | Jülich – Koslar – Linnich – Baesweiler – Alsdorf – Aachen        | Kraftpost               | nicht über Jülich Bahnhof                                                                                        |
| D 84 (AVV)             | 4502            | Jülich – Ameln – Hochneukirch – Mönchengladbach                  | Bahnbus                 | teilweise nur bis Hochneukirch, dort Zuganschluss                                                                |
| 81 (AVV)               | 4581            | Jülich – Koslar – Ederen – Puffendorf                            | Kreis Düren / Kraftpost | Ersatz für Jülicher Kreisbahn, Betrieb durch Kraftpost im Auftrag des Kreises Düren                              |
| 87 (AVV)               | 4584            | Jülich – Hottorf – Lövenich – Erkelenz                           | Kraftpost               | nicht über Jülich Bahnhof                                                                                        |
| 88 (AVV)               | 4582            | Linnich – Hottorf – Titz                                         | Kraftpost               | – |
| 94 (AVV)               | 4447            | Jülich – Inden – Eschweiler                                      | Bahnbus                 | – |
| 95 (AVV)               | 4550            | Jülich – Broich – Linnich – Baal – Wasenberg – Rosenthal/Dalheim | Bahnbus                 | Umsteigen in Baal erforderlich                                                                                   |
| 963 (RVK)              | 4863            | Jülich – Steinstraß – Elsdorf – Bergheim – Weiden – Köln         | RVK (Kraftpost)         | nicht über Jülich Bahnhof, einzelne Fahrten ab Jülich weiter von/bis Geilenkirchen als Eil-Linie 4571            |
| 972 (RVK)              | 4585            | Jülich – Stetternich – Rödingen – Elsdorf                        | RVK (Kraftpost)         | nicht über Jülich Bahnhof                                                                                        |
| 987 (RVK)              | 4587            | (Jülich –) Ameln – Bedburg                                       | RVK (Kraftpost)         | nach Ameln nur einzelne Fahrten, nach Jülich keine Fahrten                                                       |

### Netzanpassungen kurz vor und seit der Bahnreform 1994

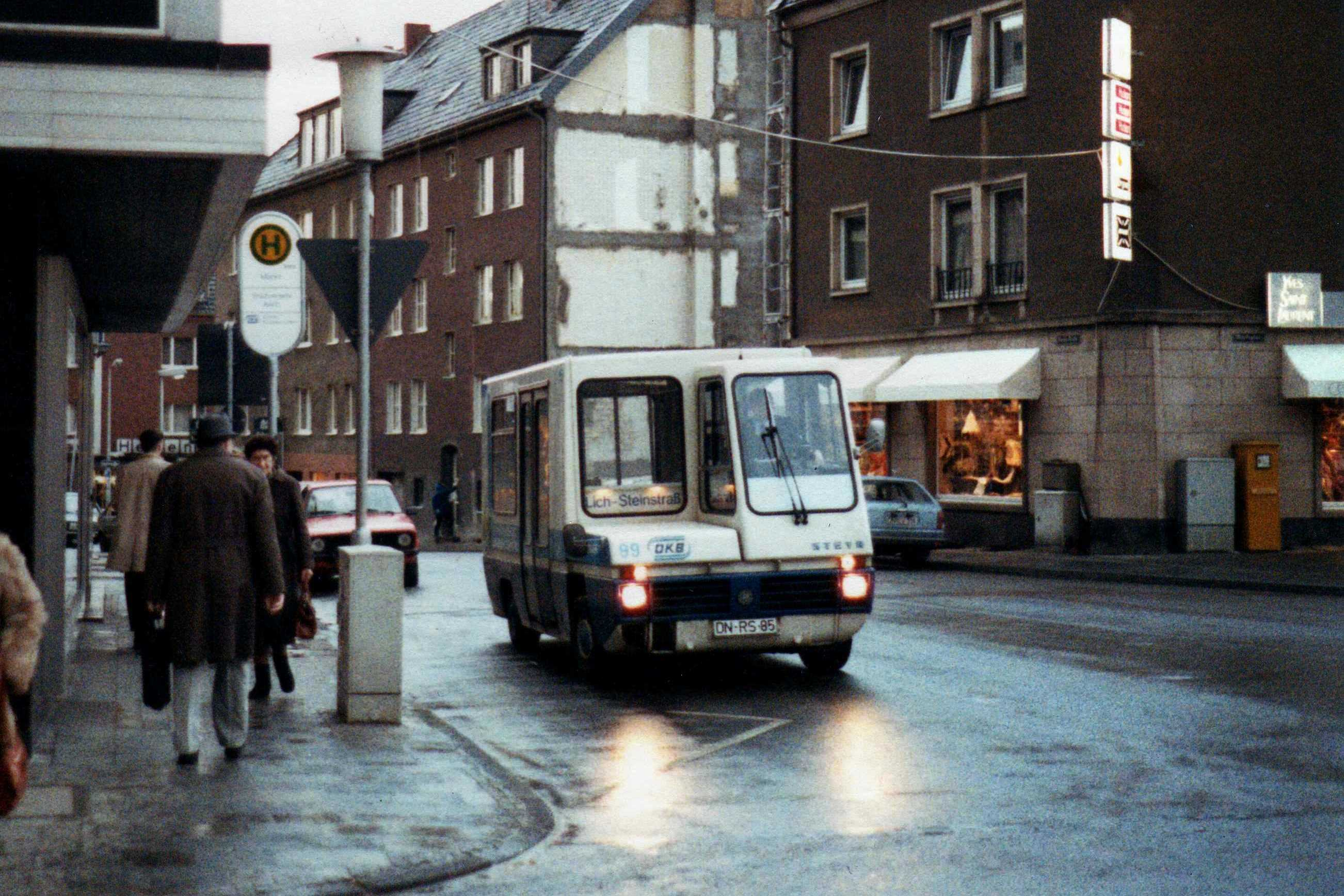
City-Bus der Dürener Kreisbahn auf Rundkurs durch die Jülicher Innenstadt am Markt, 1986

Innerhalb des eigentlichen Stadtgebiets Jülich wurden Mitte der 1980er Jahre verschiedene Versuche unternommen, die innerörtliche ÖPNV-Erschließung zu verbessern. So wurde die Bahnbuslinie 95 Richtung Linnich über verschiedene jährlich wechselnde Umwege durchs Jülicher Nordviertel geführt, bis sie schließlich wieder auf den kürzesten Weg zurückkehrte. Außerdem rief die Dürener Kreisbahn, die Mitte der 1980er Jahre bereits Absichten zur Übernahme der Bahnstrecke nach Jülich bekundet hatte, in Jülich einen City-Bus ins Leben, der allerdings nach wenigen Jahren wieder eingestellt wurde.
Seit Ende der 1980er Jahre zeigte sich nach der Eisenbahn nun auch bei den Linienbussen im ländlichen Raum eine Tendenz zur Einstellung des Sonntags- oder gar Samstagsbetriebs und zur Aufgabe einzelner Teilabschnitte. So endete beispielsweise 1989 der Sonntagsverkehr auf den Linien 70 nach Grevenbroich, 84 nach Hochneukirch und 87 nach Erkelenz; 1991 wurde der Sonntagsbetrieb auf der Linie 79 zwischen Jülich, Linnich und Würselen-Bardenberg sowie der Linie 95 zwischen Jülich, Linnich und Baal eingestellt. Damit waren sämtliche nördlich von Jülich gelegenen Bahnhöfe, die direkte Zuganschlüsse nach Mönchengladbach und teilweise auch Düsseldorf geboten hatten, sonntags von Jülich aus nicht mehr per Bus erreichbar. Auch die KWH-Linie H 6 (heute 409) stellte in diesen Jahren die Bedienung des Abschnitts Linnich – Lindern Bahnhof an Sonntagen ein.
1994 wurden mehrere Linien verkürzt, insbesondere wurden dabei sämtliche Anschlüsse an die Bahnstrecke Köln – Grevenbroich – Hochneukirch – Mönchengladbach gekappt. Ebenfalls 1994 wurde die aus Vorkriegszeiten stammende Linie Jülich – Hottorf – Erkelenz auf den Abschnitt Jülich – Hottorf – Linnich beschränkt und damit auch von der Bahnstrecke Richtung Mönchengladbach getrennt. (Später wurde sie stattdessen von Linnich an Jülich vorbei nach Titz geführt.) 1996 schließlich wurde die Linie 71 auf den Abschnitt Aldenhoven – Geilenkirchen beschränkt, da man zwischen Jülich und Aldenhoven auch die Linie Jülich – Aachen benutzen konnte. Im Gegenzug zu all diesen Wegeverkürzungen konnten die aufkommensstarken Linienteile nahe Jülich mit möglichst vielen Fahrten und damit guten Anschlüssen an die neue Rurtalbahn ausgestattet werden. Auch mögen die Bahnreform 1994 und die Regionalisierung des Nahverkehrs 1996, welche die Zuständigkeit für den Busverkehr auf die Gebietskörperschaften übertrug, dazu beigetragen haben, dass Buslinien an Kreisgrenzen gekappt wurden.

### Entwicklungen seit 2000

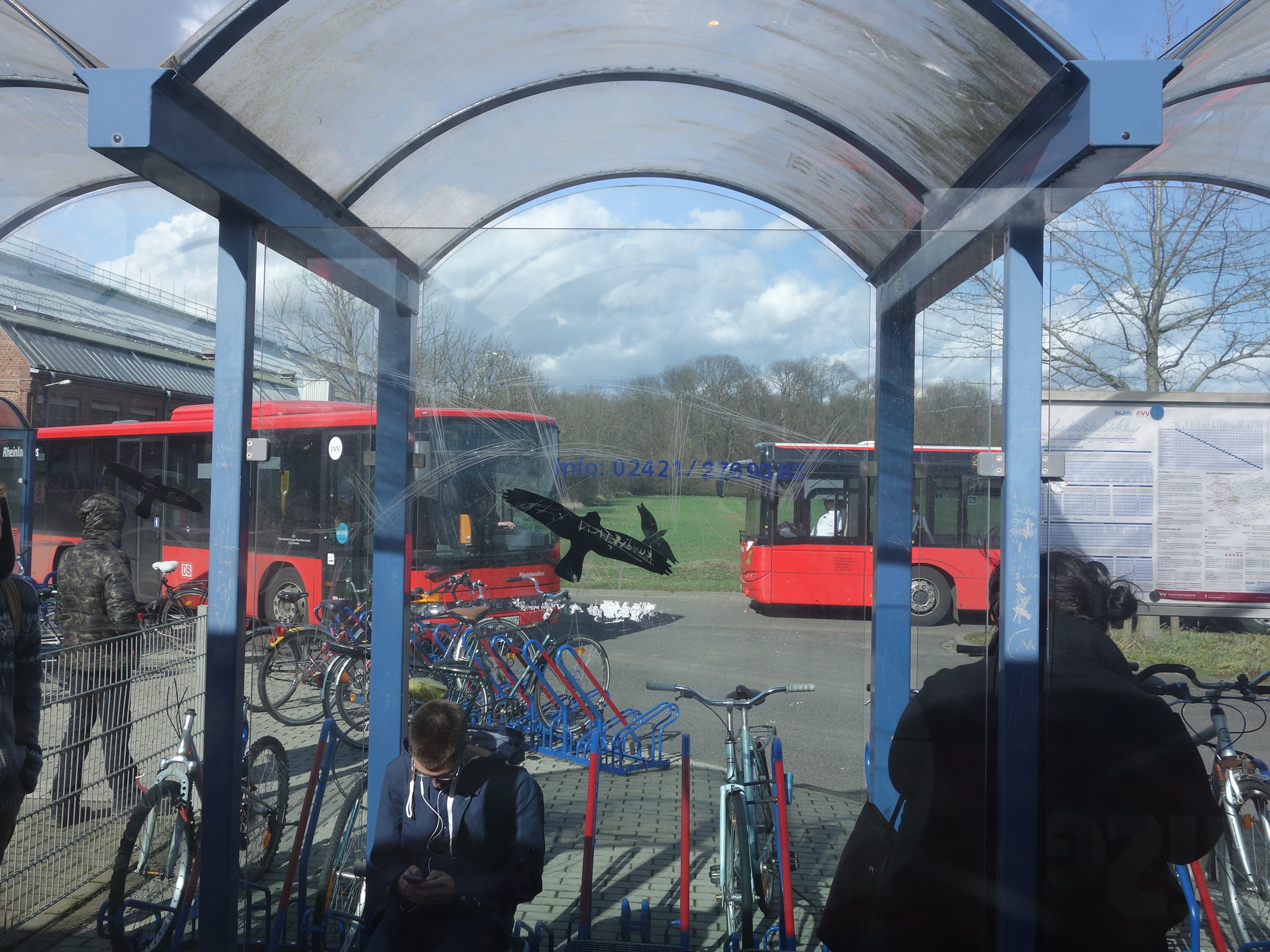
Nachmittägliches Treffen der neuen Buslinien 219 und 220 am Rurtalbahn-Haltepunkt Forschungszentrum (2015), links das ehemalige Bundesbahn-Ausbesserungswerk Jülich

Die Linie 295 (zeitweise auch als 95 oder 495 bezeichnet), die jahrelang Jülich über Broich, Tetz und Linnich mit Baal verband, wurde mit der Reaktivierung der Bahnstrecke von Jülich nach Linnich im Jahr 2002 auf den Abschnitt Linnich – Baal beschränkt, um Parallelverkehr zu vermeiden. In Baal besteht Anschluss an Züge Richtung Aachen und Düsseldorf.
Die Anbindung des Jülicher Forschungszentrums (FZJ) wurde im Dezember 2007 verbessert, indem die Linie SB 11 von Aachen bis ins FZJ verlängert wurde – zunächst über den Rurtalbahn-Haltepunkt Forschungszentrum, ab Dezember 2008 über die Haltestelle Leo-Brandt-Straße (zuvor im FZJ-Werkverkehr als ehem. BAW bezeichnet), welche sich nahe der zentralen Berufsausbildung und Warenannahme des FZJ befindet.
Zur besseren Vernetzung der Forschungsstätten existierte ab dem 2. Juni 2008 zweimal täglich eine direkte Busverbindung zwischen dem Forschungszentrum Jülich und dem Audimax der RWTH Aachen über den Aachener Westbahnhof, das Physikzentrum und das Universitätsklinikum Aachen. Die Linie wurde im Rahmen der Jülich-Aachen Research Alliance eingerichtet, innerhalb der die beiden Hochschulen miteinander kooperieren, und trug daher auf den Fahrzeugen des Betreibers RVE Regionalverkehr Euregio Maas-Rhein und den Haltestellenschildern den Namen JARA. Sie wurde auch als JARA-Express bezeichnet. Die JARA-Linie wurde am 10. Juni 2009 wieder eingestellt. Nachdem dann zunächst die Aachen-Jülicher Schnellbuslinie SB 11 die Bedienung des Forschungszentrums übernommen hatte, wurde das Busangebot zwischen Aachen, Jülich und dem Forschungszentrum zum 14. Dezember 2014 neu strukturiert.
Seitdem verkehrt die neue Buslinie 220 (bisherige SB 11) im Wesentlichen stündlich zwischen Aachen Bushof und Jülich Forschungszentrum über Jülich Bahnhof; zwischen Aachen und Alsdorf benutzt sie einige Kilometer weit die Autobahn 44. Morgens, mittags und abends werden einige Fahrten über den Campus Jülich (FH) geführt. Außerdem gibt es weiterhin die Verdichterfahrten zwischen Jülich und Alsdorf-Mariadorf (Dreieck, Anschluss zur Aachener Stadtbuslinie 11), die bis in den späten Abend verkehren; die letzte Fahrt von Mariadorf nach Jülich wird montags bis samstags zum Campus Jülich weitergeführt. Als Ergänzung im Berufsverkehr wurde die Linie SB 20 geschaffen, die zwischen Aachen und Jülich vollständig über die Autobahn 44 verläuft. Sie bietet morgens vier und nachmittags eine Fahrt von Aachen nach Jülich sowie in der Gegenrichtung über den Nachmittag verteilt fünf Fahrten. Zwischen Prager Ring (Aachen) und Neubourheim (Jülich) sind im Fahrplan 23 bis 25 Minuten ohne Zwischenhalt angesetzt. Ebenfalls zum Dezember 2014 wurde schließlich eine Shuttle-Linie 219 ins Leben gerufen, welche die Rurtalbahn-Station Forschungszentrum mit dem eigentlichen (ausgedehnten) Werksgelände verbindet und diesem somit auch gute Anbindungen in Richtung Düren, Köln und Linnich verschafft.
Das eigentliche Stadtgebiet von Jülich wird seit dem 2. November 2015 durch einen Bürgerbus erschlossen. Gegenüber den Ansätzen aus den 1980er-Jahren, die komplett von der DKB organisiert und betrieben waren, wird der Bürgerbus nun mit Unterstützung der Dürener Kreisbahn von einem eigens hierzu gegründeten Verein und 36 ehrenamtlichen Fahrern betrieben. Er verkehrt an Werktagen vormittags und nachmittags je drei Mal in einem 70-Minuten-Takt, samstags nur vormittags und derzeit nur jeden 1. und 3. Samstag im Monat. Da die Rurtalbahn und die darauf großenteils abgestimmten Regionalbusse einen 60-Minuten-Grundtakt fahren, ergeben sich nicht immer optimale Anschlüsse am Jülicher Bahnhof, doch offenbar stand im Vordergrund, möglichst viele Gebiete der Stadt anzubinden, auch wenn dadurch der Rundkurs eine reine Fahrtzeit von 65 Minuten erfordert. Das Bürgerbus-Angebot ist nicht in den AVV-Tarif integriert, sondern kostet für eine Einzelfahrt 1,50 Euro und für eine Hin- und Rückfahrt 2,50 Euro. Start und Ziel ist jeweils die Haltestelle Jufa am Nordwest-Ende des Brückenkopf-Parks; eine Rundfahrt umfasst 22 verschiedene Haltestellen und führt u. a. über das Nordviertel, die Innenstadt, den Bahnhof, das Heckfeld und das Technologiezentrum.

## Ehemaliger Busbahnhof Walramplatz und neuer ZOB am Bahnhof

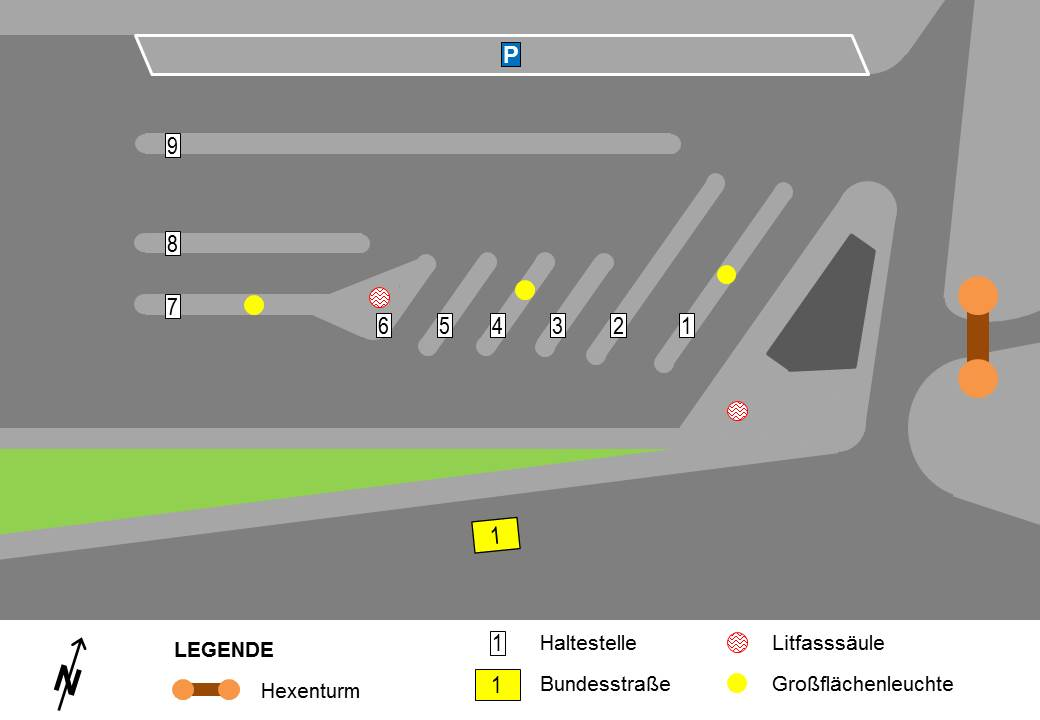
Lageskizze (nicht maßstäblich) des alten Jülicher Busbahnhofs am Walramplatz, Zustand um 1970

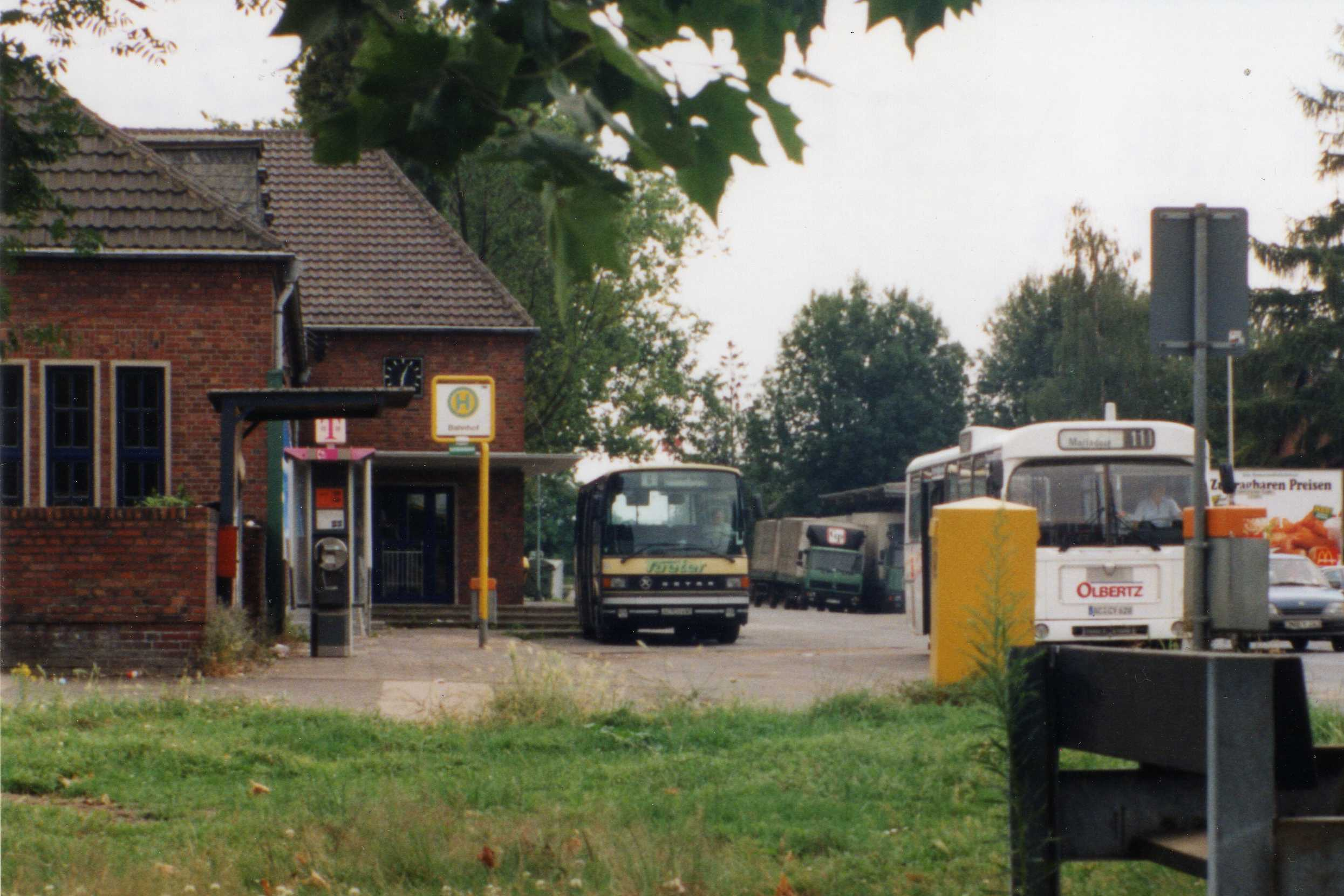
1997 vor dem Jülicher Bahnhof: Ein Bus der Fa. Taeter auf der ASEAG-Linie A 6 nach Eschweiler und ein weiterer Auftragsbus auf der BVR-Linie 111 nach Mariadorf Dreieck; genauer definierte Abfahrtsplätze gab es dort nicht.

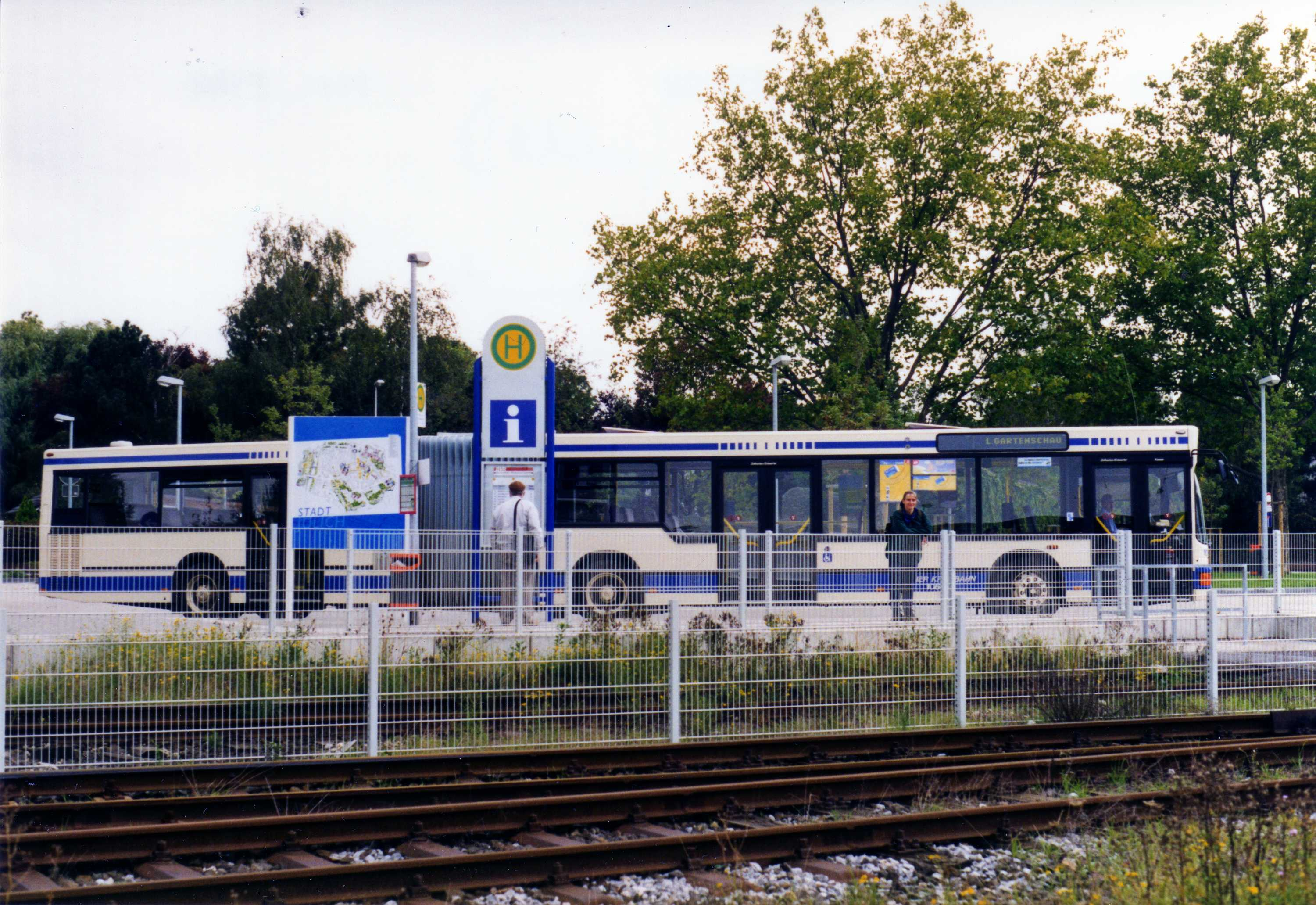
1998 fand die Landesgartenschau in Jülich statt, der neue Zentrale Omnibus-Bahnhof (ZOB) direkt neben der Rurtalbahn-Station ging in Betrieb und mit ihm auch geregelte Abfahrtsplätze für die verschiedenen Linien. Hier einer der Shuttlebusse mit der Zielanzeige „L. GARTENSCHAU“.

Spätestens 1950 ging zentrumsnah am Hexenturm (Walramplatz) ein Omnibusbahnhof mit mehreren Bussteigen in Betrieb. Dieser wurde jedoch zunächst nur von den Postbussen aus/nach Köln angefahren, alle anderen Linien hielten – zumindest laut den entsprechenden Kraftpost-Kursbüchern – stattdessen weiterhin am Markt. Erst im Laufe der 1950er Jahre wurden sämtliche Postbuslinien über den Omnibusbahnhof geführt, ab 1964 auch die Bahnbusse und ab 1966/67 schließlich auch die Fernbusse der Touring, was durch eine Erweiterung des Busbahnhofs erklärbar wäre.
Für die Bahnbusse entfiel damit der Halt am Markt, stattdessen kam die Haltestelle Kreisverwaltung hinzu, nach Auflösung des Kreises Jülich 1972 Neues Rathaus genannt. In den 1970er Jahren existierten am Walramplatz neun Bussteige, davon je einer mit Bundesbahn, Touring, Taeter und KFA beschildert; die übrigen fünf waren für die Linien der Post reserviert. Der Bundesbahn-Bussteig (Nr. 9) war allerdings erheblich länger als alle anderen und lag im Norden des Geländes, fast senkrecht zu den Post-Bussteigen. Die Belegung im Einzelnen, gültig für den Sommerfahrplan 1980 (einschließlich Fahrtenanzahl an Mo–Fr), zeigt ein erhebliches Ungleichgewicht bei der Verteilung der Busse, was offensichtlich dadurch bedingt ist, dass die Verteilung der Bussteige auf die einzelnen Betreiber nicht an die sich verändernden Gegebenheiten angepasst wurde:
- Bussteig 1 = 12 Abfahrten: KFA-Werksverkehr (3 Linien: über Neues Rathaus, über Heckfeld, über Nordviertel)
- Bussteig 2 = 31 Abfahrten: Bundespost-Linien 71 (5 Busse nach Geilenkirchen), 79 (10 Busse nach Linnich über Koslar), 81 (4 Post(!)busse nach Ederen) sowie RVK-Linie 963 (12 Busse nach Köln, zuvor Bundespost)
- Bussteig 3 = 10 Abfahrten: Bundespost-Linie 38 (nach Düren über Niederzier)
- Bussteig 4 = 8 Abfahrten: Bundespost-Linie 87 (nach Erkelenz)
- Bussteig 5 = 7 Abfahrten: RVK-Linie 972 (nach Elsdorf über Rödingen, zuvor Bundespost)
- Bussteig 6 = 8 Abfahrten: Bundespost-Linie 70 (nach Grevenbroich)
- Bussteig 7 = keine Abfahrten (bis 1971/72 Touring-Linie 1 Buspaar pro Tag)
- Bussteig 8 = 6 Abfahrten: ASEAG-Linie 6 (nach Eschweiler über Dürwiß)
- Bussteig 9 = 96 Abfahrten: Bundesbahn-Linien 23 (17 Busse nach Düren über Krauthausen), 84 (15 Busse nach Hochneukirch über Titz), 94 (13 Busse nach Eschweiler über Inden), 95 (23 Busse nach Linnich über Broich) sowie ASEAG-Linie 11 (28 Busse nach Aachen) = 96 Busse

„Vor zehn Jahren [also 1970] konnte man sich auf dem Jülicher Busbahnhof noch an einer übersichtlichen Tafel mit großen Zahlen über Abfahrtszeiten und Bussteige informieren. Heute nichts mehr dergleichen (von einigen schreibmaschinengeschriebenen Blättern im Innern des Wartehäuschens, das oft verschlossen ist und wo sie nur der Experte findet, abgesehen). Wer ohne entsprechende Erfahrung unter den an normalen Werktagen dort (ohne Werkverkehr KFA) täglich in 14 Richtungen abfahrenden 256 Omnibussen seinen richtigen finden will, der muß, am besten mit einer Lupe ausgerüstet, alle Haltestellenpfosten absuchen. An der Spitze stehen nämlich, statt weithin sichtbarer Richtungsangaben, so lehrreiche Aufschriften wie „Bundespost“, „RVK“, „AVV“ …, eine jede ein Dokument der Unfähigkeit der Verantwortlichen, sich vorzustellen, welche Information der Kunde wirklich braucht.“

Sah es lange Jahre so aus, als würde Jülich Zug um Zug seinen gesamten Eisenbahnverkehr verlieren und dementsprechend der Busbahnhof der zentrale Knoten des öffentlichen Nahverkehrs werden, so änderte sich die Situation durch die Übernahme der letzten verbliebenen Bundesbahnstrecke nach Düren durch die Dürener Kreisbahn (DKB) im Jahre 1993.
Die DKB baute die Bahnstrecke zum zentralen Verkehrs-Rückgrat im nördlichen Kreisgebiet aus, indem sie alle wichtigen Buslinien des Nordkreises mit der Bahnlinie vernetzte: neue Umsteigestationen minimierten die Wege zwischen Bahn und Bus, Fahrpläne und Tarife wurden aufeinander abgestimmt. Im Zuge dieser Umstrukturierung wurde 1997/98 am Jülicher Bahnhof ein neuer Zentraler Omnibusbahnhof (ZOB) mit mehreren Bussteigen erbaut, so dass der alte Busbahnhof am Walramplatz seine ihm ursprünglich zugedachte Funktion als Verkehrsknoten verlor und seitdem nur noch als Durchgangshaltestelle und für manche Linien als Pausenparkplatz dient.